# Brot des Lebens

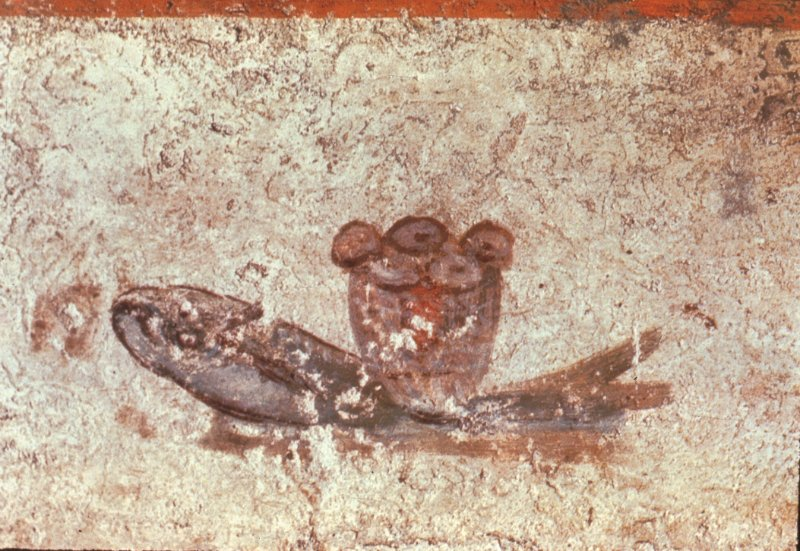
Darstellung von Brot und Fisch in der Calixtus-Katakombe, 2./3. Jahrhundert

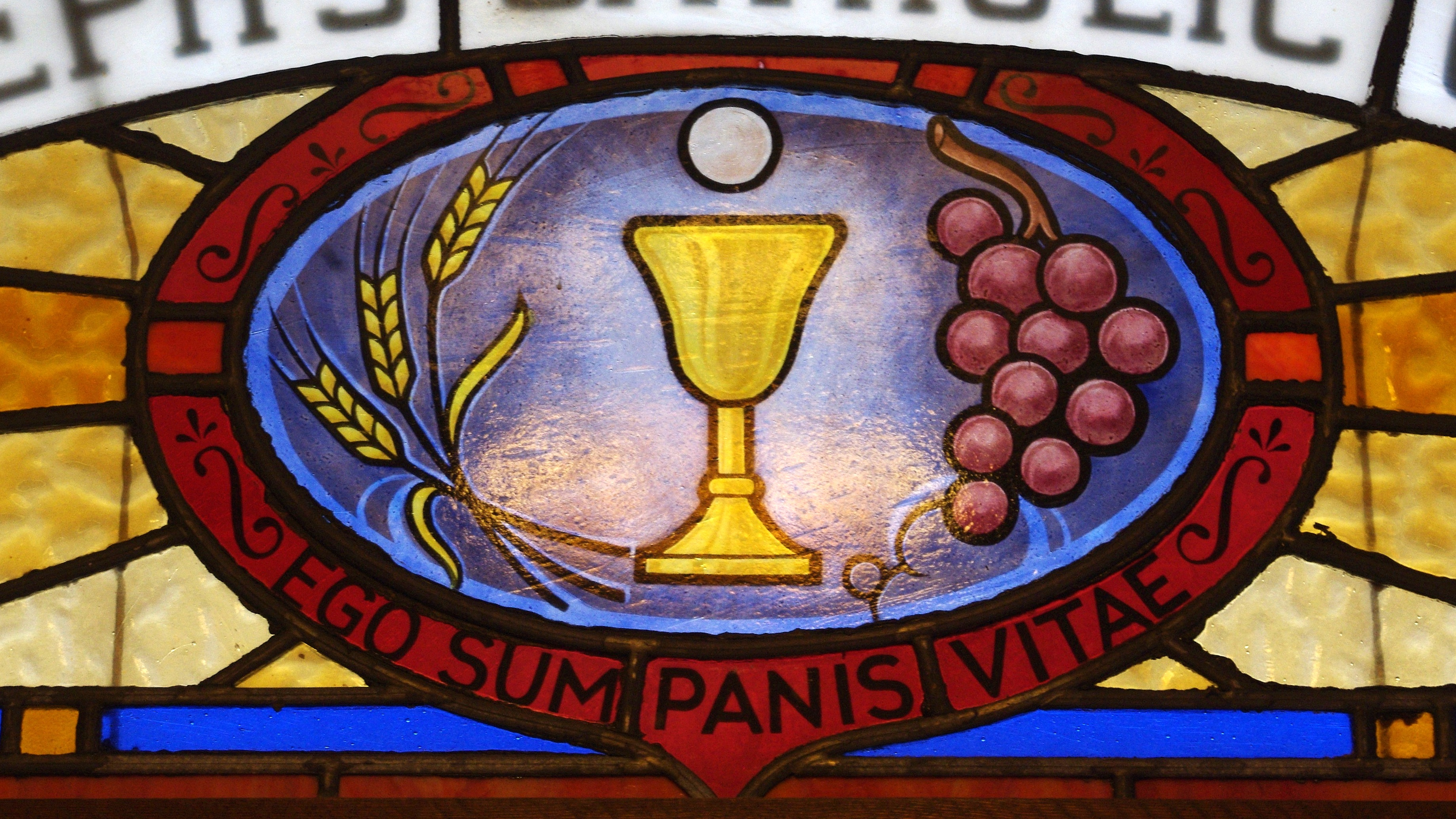
Ego sum panis vitae. Glasfenster, St. Joseph, Central City (Kentucky).

Die Worte Ich bin das Brot des Lebens (altgriechisch ἐγώ εἰμι ὁ ἄρτος τῆς ζωῆς) gehören zu einer Bildrede Jesu (Joh 6,35 ). Es stellt das erste einer Reihe von sieben „Ich bin“-Worten Jesu dar, die im Evangelium nach Johannes überliefert sind. Weitere Beispiele für solche Ich-bin-Worte sind die Aussprüche Jesu „Ich bin der gute Hirte“ (Joh 10,11 ) oder „Ich bin der wahre Weinstock“ (Joh 15,1 ).

## Kontext
Die Rede vom Brot des Lebens (lateinisch Panis vitae) schließt sich an die Speisung der Fünftausend an. Als die Menschen am nächsten Tag wieder zu Jesus kamen, forderte er sie auf, sich „Speise zu verschaffen, die nicht vergänglich ist“ (Joh 6,26–27 ). Auf die anschließende Frage der Menschen, was sie denn tun sollen, um „Gottes Werk zu wirken“, antwortete Jesus, dass sie an den glauben sollen, den Gott gesandt hat (Joh 6,28–29 ). Als seine Zuhörer ihn daraufhin auf das Manna ansprechen, das die Israeliten nach dem Auszug aus Ägypten in der Wüste als „Brot vom Himmel“ gegessen haben (Joh 6,30–31 ), antwortete Jesus, dass nicht Mose dieses Brot gegeben habe, sondern dass Gott ihnen „das wahre Brot vom Himmel“ gebe. Dieses Brot Gottes gibt der Welt das Leben (Joh 6,32–34 ). Daraufhin fordern die Menschen ihn auf, ihnen immer solches Brot zu geben, worauf Jesus antwortete:

„Ich bin das Brot des Lebens. Wer zu mir kommt, den wird nicht hungern; und wer an mich glaubt, den wird nimmermehr dürsten.“

## Deutung
Mit dem Ausspruch der Selbstbezeichnung als Brot des Lebens lüftet Jesus den Schleier, der über seiner bisherigen Rede lag, und erklärt die Bedeutung des Brotes in dieser Rede. Jesus Christus selbst ist das Brot, von dem die Rede war. Wer an ihn glaubt, der wird (wie es im Vers 40 heißt) „das ewige Leben haben“. Das Manna, das Gott zur Zeit des alten Bundes gegeben hat, war nur eine ferne Ankündigung dessen, was jetzt Wirklichkeit wird: Die Gabe eines Brotes, das wahrhaft vom Himmel kommt, und deshalb wirklich erfüllen kann, was in irdischem Brot an Gewährung von Leben bereits angelegt ist.

## Rezeption
Die Jesus-Worte „Ego sum panis vivus“ (‚Ich bin das lebendige Brot‘) leiteten eine Messerklärung des 15. Jahrhunderts für die Heilige Messe ein.
Johann Heermann dichtete 1630 in seinem Choral Herr Jesu Christe, mein getreuer Hirte (EG 217) im Vers 2: „All ander Speis und Trank ist ganz vergebens, du bist selbst das Brot des Lebens.“
Das Bild ist des Weiteren aufgenommen in Johann Francks vielfach bearbeitetem Choral Schmücke dich, o liebe Seele (1649, EG 218) im abschließenden Vers: „Jesu wahres Brot des Lebens“.
Die Autobahnkapelle auf dem Parkplatz „Heseper Moor“ der Bundesautobahn 31 (Emden–Bottrop) trägt den Namen „Jesus – Brot des Lebens“.
Im Jahr 1976 wurde die katholische Gemeinschaft Brot des Lebens gegründet.
Weiteres
Der französische Film Brot des Lebens  wurde 1955 gedreht.